# Людовик д’Эврё (граф де Бомон-ле-Роже)
Людовик д’Эврё (фр. Louis d'Évreux; 1341 — 1376) — наваррский инфант, младший сын короля Наварры Филиппа III д’Эврё и Иоанны II. Сеньор Ането. В 1343 году отец дал ему титул графа де Бомон-ле-Роже. Родоначальник испанского рода Бомонов, которые до XVII века носили титул графов Лерин.

## Биография
В 1353 году его старший брат Карл, ставший в 1349 году королём Наварры, отправился воевать во Францию, а Людовик остался в Наварре в качестве вице-короля. В 1356 году король сделал его генерал-лейтенантом Наварры, и он сохранял этот пост до 1364 года. В 1360 получил от своего брата Карла Злого графство Бомон-ле-Роже, которое было возвращено дому Эврё по договору в Кале.
В 1358 году Людовик тайно женился на Марии де Лизаразю, дочери наваррского шталмейстера Мартинеса де Лизаразю; несколько лет спустя этот брак был аннулирован наваррским королём. После смерти своего брата, графа де Лонгвиля, он направился в Нормандию как лейтенант Карла Злого, чтобы принять участие войне своего брата с французами. Собрав 12 сотен наемников, он вторгся в 1364 в Бурбоннэ и Овернь и продержался там более года, беря выкуп с городов, а также захватив и предав огню несколько замков. После того, как Карл Злой подписал мир с королём Франции, Людовик уехал в Италию.
В 1366 Людовик женился на Иоанне, герцогине Дураццо, брак был бездетным. В 1367 Дураццо был взят албанцами, которых возглавлял Карл Топия. Чтобы вернуть своё владение, Людовик и Иоанна обратились за помощью к родственникам. В 1372 году наваррский  король Карл II предоставил группу наёмников, известных как «Наваррская компания», а французский король Карл V дал 50 тысяч дукатов под залог графства Бомон-ле-Роже. Тщательно подготовившись, и получив в 1375 от Карла Злого 20 тыс. ливров, выделенных постановлением Кортесов Наварры, а также новые отряды из Наварры, войска Людовика в начале лета 1376 высадились на Балканах и взяли Дураццо. Однако в конце того же года Людовик умер, и оставшиеся без нанимателя войска ушли к другим господам.

## Дети
Людовик имел нескольких детей от Марии де Лизаразю:
- Жанна (Хуана); крещена в Олите 2.09.1359. Муж: Педро (Пеес) де Лаксаг[1] (ум. 1393), Великий камергер Наварры.
- Карлос де Бомон (1361—1432), сеньор де Сан-Мартин-де-Ункс и де Бейра, альферес Наварры. Жена: 1) Мария Хименес де Урреа, дочь Хуана, сеньора де Атрохильо; 2) (1407) Анна де Кюртон, сеньора де Кюртон и де Гиссан, дочь Арно, сеньора де Кюртон и Жанны д'Альбре, сеньоры де Гиш.
- Тристан де Бомон (род. ок. 1363). Был каноником в соборе Св. Марии в Памплоне.